# Kladruby (Chlumec nad Cidlinou)
Kladruby (německy Klabrub) je vesnice, která spadá pod město Chlumec nad Cidlinou v okrese Hradec Králové. Nachází se přibližně 1 km na jihovýchod od Chlumce nad Cidlinou. V roce 2009 zde bylo evidováno 80 adres. V roce 2001 zde trvale žilo 224 obyvatel.
Kladruby leží v katastrálním území Chlumec nad Cidlinou o výměře 17,02 km2.
Okrajem vsi protéká řeka Cidlina.